# زوج‌های ناسازگار (فیلم)
زوج های ناسازگار (به انگلیسی: Mismatched Couples) یک فیلم سینمایی هنگ کنگی در ژانر فیلم کمدی رمانتیک و اکشن محصول سال ۱۹۸۵ به کارگردانی یوئن وو-پینگ و با بازی دانی ین است.

## بازیگران
| قالب                    | نقش                        |
| ----------------------- | -------------------------- |
| دانی ین                 | ادی                        |
| یوئن وو-پینگ            | مینی                       |
| وونگ وان                | ینگ                        |
| مه لو                   | استلا                      |
| آنا کامیاما             | آنا                        |
| دیک وی                  | قهرمان مبارزه کن           |
| برند یوئن               | مستی در مهمانی کنی         |
| مندی چان                | پانک رنگارنگ               |
| به وای وو               | موستر                      |
| Yip Ha-lei              | پیرمرد در فرودگاه          |
| کنی پرز                 | کنی                        |
| لی یو                   | خریدار نیشکر               |
| جکسون نگ                | موستر                      |
| کن بویل                 | توریستی                    |
| شرلی قهوهای مایل به زرد | لین                        |
| چوی چونگ هونگ           | مشتری استلا را اذیت می کند |
| سام وونگ                | همسایه                     |